# Mount Tuck
Mount Tuck ist ein 3560 m hoher und pyramidenförmiger Berg im westantarktischen Ellsworthland. Er ragt am Kopfende des Hansen-Gletschers in der Sentinel Range des Ellsworthgebirges auf. Er ist der höchste Gipfel der Doyran Heights.
Der United States Geological Survey kartierte ihn anhand eigener Vermessungen und mithilfe von Luftaufnahmen der United States Navy zwischen 1957 und 1959. Das Advisory Committee on Antarctic Names benannte ihn 1961 nach Leutnant John Tuck Jr. (1932–1984), Leiter der Unterstützungseinheit der US Navy für die Südpolstation im Jahr 1957.